# Kostel svatého Petra (Dubeček)
Kostel svatého Petra v Dubečku je pseudogotický kostel, který se nachází na území pražské čtvrti Dubeč, ve středu místní části Dubeček, na Lipovém náměstí. Jde o římskokatolický filiální kostel v rámci uhříněveské farnosti. V těsné blízkosti kostela leží nepoužívaný hřbitov (dochovalo se jen několik málo náhrobků) a barokní márnice. Před kostelem roste jasan, který zde byl vysazen již v 19. století, a který byl vyhlášen památným stromem.
V 19. století byla v kostele nalezena Votivní deska z Dubečka, obraz od středověkého mistra ze 14. století, který je dnes uložen v Národní galerii. V kostele se nachází jeho kopie.
Bohoslužby se v kostele pořádají pravidelně, každé úterý a neděli.

## Historie
Dubeč byla založena v 11. století, tzv. Malý Dubeč, neboli Dubeček, byl založen o něco později. Předchůdce dnešního kostela svatého Petra byl postaven v gotickém stylu. První zmínka o kostele v Dubečku pochází z roku 1364. Fara u kostela zanikla během husitských válek, poté zanikla i samotná ves Dubeček, která byla obnovena až v 19. století, ovšem kostel zde nezpustnul a stál dál. V 16. století zde byli pohřbeni někteří příslušníci šlechtického rodu Zápských ze Záp, které se zde nacházejí dodnes. V roce 1659 byl do kostela umístěn zvon, ulitý lotrinským zvonařem Benediktem Briotem. Roku 1712 byl do kostela umístěn další zvon, ten však byl zrekvírován za druhé světové války. V polovině 18. století byl kostel barokně přestavěn. Kostel původně neměl věž, vedle kostela pouze stála zvonice.
Mezi lety 1867–1868 byl kostel kompletně přestavěn, v pseudogotickém (novogotickém) stylu. Během této přestavby byla postavena věž. Z původního gotického kostela pochází pouze zdivo v obvodu kostelní lodi a klenba v presbytáři. Tehdy také byly před kostelem vysazeny dva jasany, jeden byl poražen v roce 1945 a byl použit na stavbu barikád proti německým vojskům, druhý se zachoval a dnes je památným stromem. V roce 1891 byl v kostele objeven středověký obraz Votivní deska z Dubečka z konce 14. století, roku 1892 zakoupený do Obrazárny, nynější Národní galerie v Praze. V kostele je od té doby jeho kopie. K další rekonstrukci kostela došlo v letech 2004–2005.

## Galerie

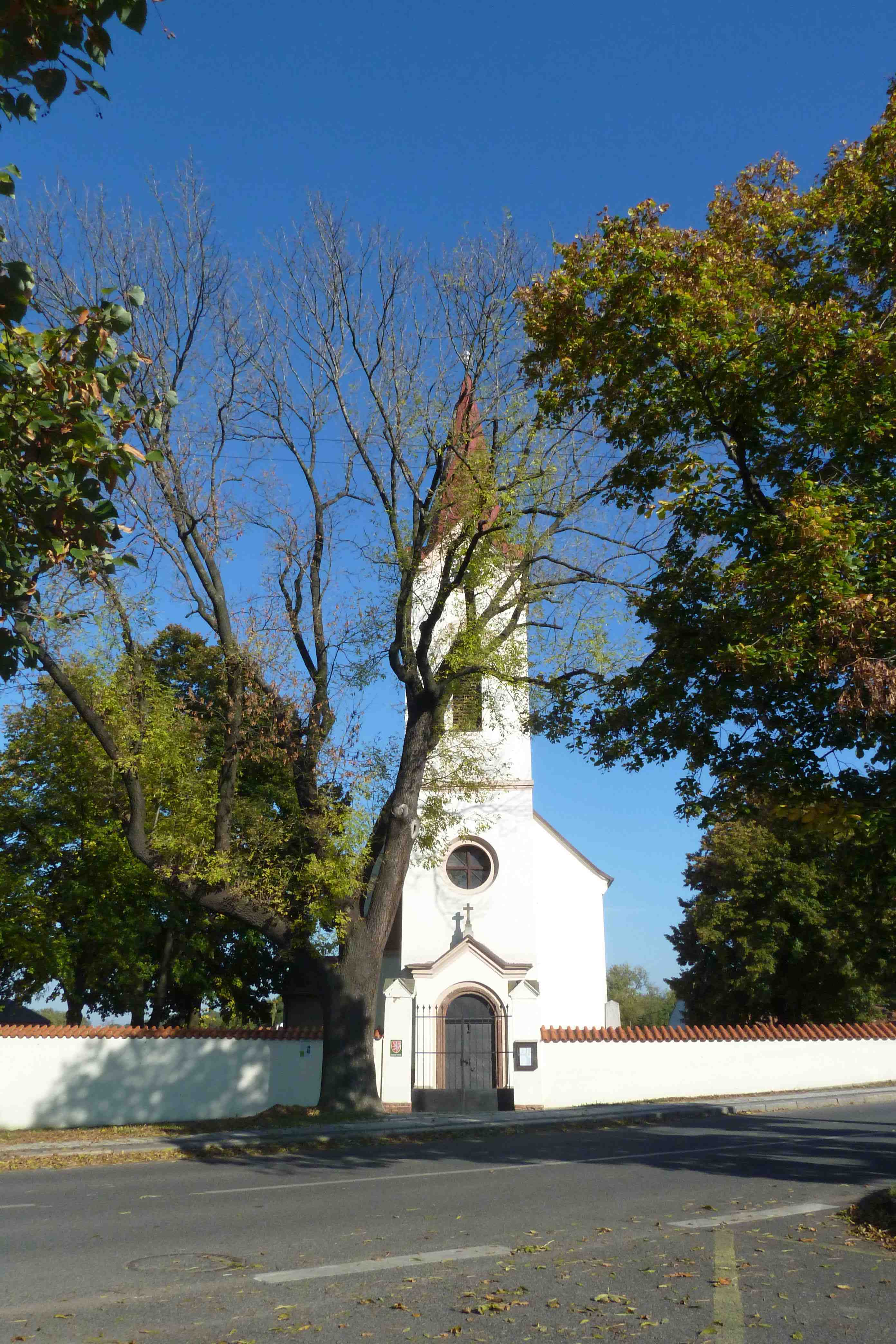
Jasan před kostelem
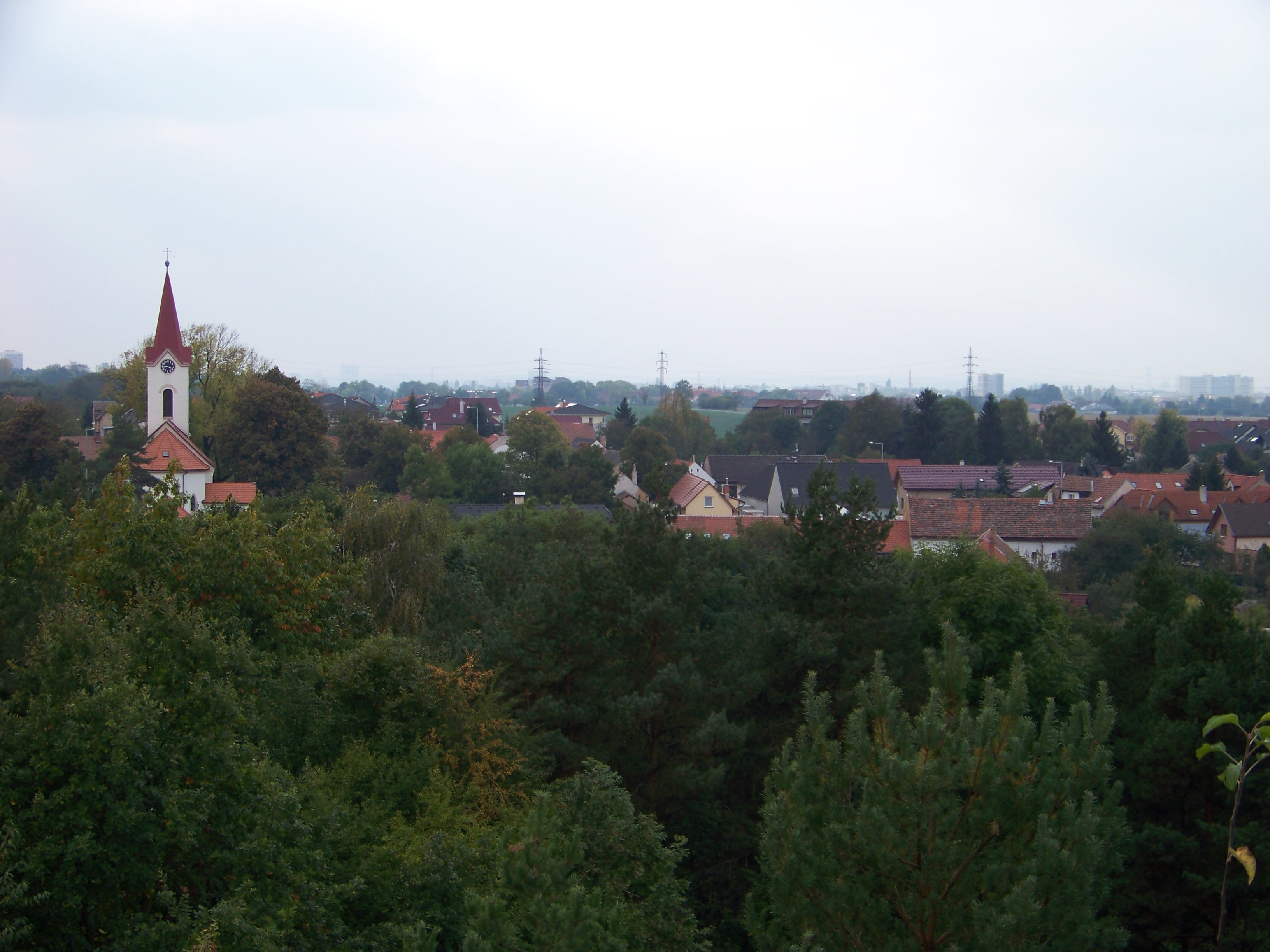
Pohled na Dubeček z kopce Rohožník
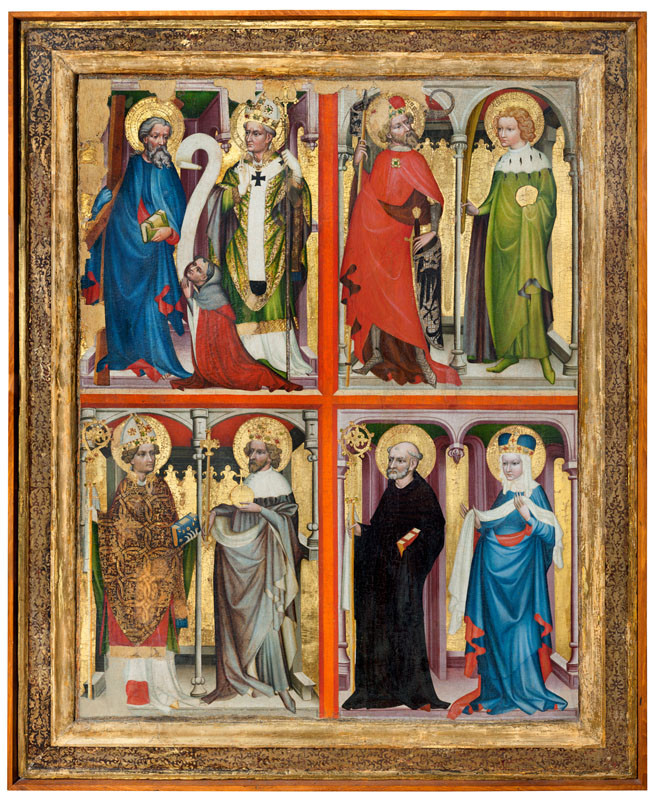
Votivní deska z Dubečka